# Сандберг, Скотт
Скотт Са́ндберг (англ. Scott Sundberg, 1954 — 30 декабря 2004) — американский ботаник.

## Биография
Скотт Сандберг родился в 1954 году.
Скотт был уроженцем Орегона. Его интерес к растениям штата начался в студенческие годы в Орегонском университете.
Он был ботаником в Бюро по управлению землями, округ Кус-Бей в 1978—1980 годах. Сандберг получил степень доктора философии в области ботаники в 1986 году в Техасском университете в Остине, где он изучал таксономию растений в области семейства Астровые.
После пост-докторских исследований в Огайо, а также нескольких лет исследований и ботанической консультации в Сиэтле, Скотт вернулся в Орегон, чтобы наблюдать за интеграцией Орегонского университета и Oregon State University Herbaria.
Скотт Сандберг умер от рака в Орегоне 30 декабря 2004 года.

## Научная деятельность
Скотт Сандберг специализировался на семенных растениях.

## Публикации
29 научных публикаций Скотта Сандберга включают таксономические работы, лабораторные исследования в систематике растений. Большинство его публикаций посвящено семейству Астровые.